# Union des Mongo
L’Union des Mongo (UNIMO) est un ancien parti politique de la République démocratique du Congo. Le parti ethnique est fondé en janvier 1960 comme parti de l'union culturelle mongo par Justin Bomboko, Engulu, Eugène N'Djoku Ey'Obaba et d'autre. L’UNIMO est dirigée par Eugène N'Djoku Ey'Obaba et son siège est à Coquilhatville (Mbandaka).
En 1962, l'État de la Cuvette Central est créé. Engulu, son président, déclare le 29 septembre 1962 : « Il appartient donc à l'Union Mongo et particulièrement à ses dirigeants d'élever les Mongo au rang d'un peuple organisé, respecté, fier et prospère ».